# سابربن تایمز
سابربن تایمز، یک روزنامه آنلاین است که دفتر آن واقع در شهرستان پیرس داخل ایالت واشینتگن در ایالات متحده آمریکا است.

## مناطق ارائه خدمات
این مجله به مناطق لیک وود، یونیورسیتی پلیس، فیرک رست، استایلاکوم، دوپانت، پایگاه شکاری لوئیس-مک‌کرود خدمات ارائه می‌دهد.

## موضوعات
این مجله، در سال ۲۰۰۵ پایه‌گذاری شد و بر مسائل اخبار محلی و کشوری مانند دولت، کسب‌وکار، آموزش و پرورش، آموزش عالی، گروه‌های مدنی و سازمان‌های اجتماعی مانند امنیت عمومی و اجرای قانون، هنر و سرگرمی، گروه‌های تاریخی، گفتمان اجتماعی(نامه‌هایی به ویراستار) و دیگر موضوعات مؤثر بر جامعه تمرکز دارد.

## دسترسی
این روزنامه به صورت آنلاین، ایمیل یا آراس‌اس در دسترس است.